# 乐丰乡
乐丰乡，是中华人民共和国云南省曲靖市宣威市下辖的一个乡镇级行政单位。

## 行政区划
乐丰乡下辖以下地区：
店子村、乐丰村、新月村、前吉村、三联村、建文村、姑着村、团结村、水炉村、新德村、明德村、色官村、新村和邓家村。

## 交通
- 沪昆铁路：背开柱站